# Ribnaja Szloboda-i járás

A Ribnaja Szloboda-i járás Tatárföldön

A Ribnaja Szloboda-i járás (oroszul Рыбно-Слободский район, tatárul Балык Бистәсе районы) Oroszország egyik járása Tatárföldön. Székhelye Ribnaja Szloboda.

## Népesség
- 1989-ben 31 884 lakosa volt.
- 2002-ben 29 653 lakosa volt.
- 2010-ben 27 630 lakosa volt, melyből 21 896 tatár, 5 470 orosz, 38 csuvas, 25 ukrán, 20 baskír, 17 udmurt, 12 mari, 5 mordvin.